# Lomatogonium sichuanense
Lomatogonium sichuanense är en gentianaväxtart som beskrevs av Zheng Yin Zhu. Lomatogonium sichuanense ingår i släktet stjärngentianor, och familjen gentianaväxter. Inga underarter finns listade i Catalogue of Life.